# Dolmen des Combarols

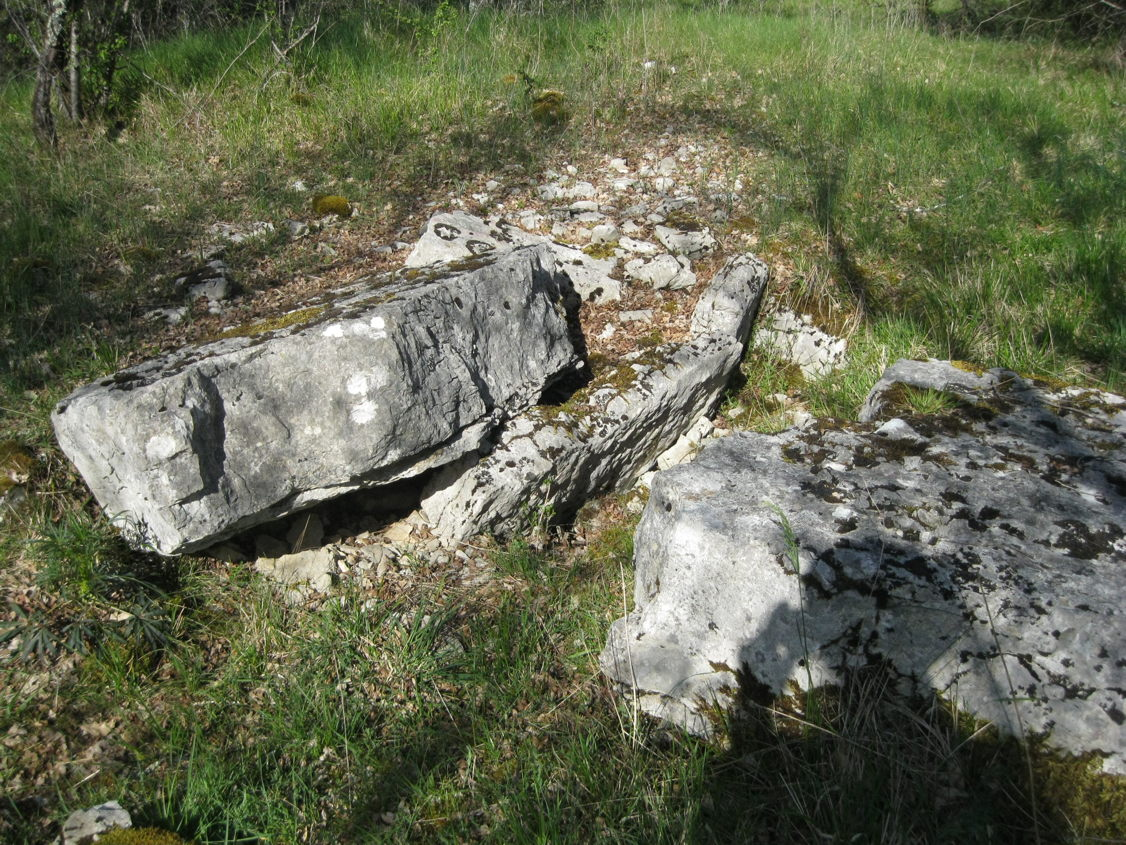
Dolmen des Combarols

Der Dolmen des Combarols (auch Dolmen de Peyre de l’Homme genannt) nordöstlich von Durbans im Norden des Département Lot in Frankreich ist eine prähistorische Kultstätte und befindet sich auf einem Plateau in einem Tumulus, der mit etwa 23,0 m Durchmesser und 1,7 m Höhe besonders groß ist. 

## Kurzdarstellung
Dolmen ist in Frankreich der Oberbegriff für neolithische Megalithanlagen aller Art (siehe: Französische Nomenklatur).
Ob es sich bei der vom Ende des Neolithikums oder des Chalkolithikums stammenden Megalithanlage um einen Dolmen mit besonders langer Kammer oder einen Doppeldolmen handelt, lässt sich angesichts des Zustands des Denkmals nicht sagen.
Vom Deckstein sind zwei große Fragmente zu beiden Seiten der Kammerreste übrig. Der rechte Tragstein ist 4,1 m lang und 0,8 m hoch. Die linke 4,15 m lang und 0,50 m hoch. Die Endplatte ist vorhanden. Die Anlage zeugt von Umbauten und Umnutzungen über Jahrtausende.